# Журавель Василь Семенович
Василь Семенович Журавель (27 травня 1927, Янів, Теплицький район, Вінницька область — 2 листопада 1982, Ленінград) — радянський військовик, офіцер-підводник, контрадмірал (1973), заступник начальника штабу Північного флоту, дід російської естрадної співачки Олени Ваєнги.
Командував знаменитою 69-ю бригадою підводних човнів, яка в 1962 році брала участь у Карибській кризі. Був одним із керівників рятувальної операції на ВМБ «Полярний» після вибуху на підводному човні Б-37.
Контрадмірал В. C. Журавель був призначений першим штатним начальником Командного пункту Північного флоту, уперше керівництво різнорідними силами флоту стало здійснюватися зі штатного КП.

## Біографія

### Анкетні дані
Народився в 1927 році в селі Янів (перейменовано в Іванов в 1946 році) Теплицького району (нині Калинівський район) Вінницької області. За національністю українець. Почав службу у військово-морському флоті в 1944 році.

### Освіта
- Липень 1948 — Каспійське Вище Військово-морське училище імені С. М. Кірова.
- Вересень 1952 — Вищі спеціальні офіцерські класи ВМФ.
- Вересень 1954 — Спеціальні курси командного складу підводного плавання при Червонопрапорному навчальному загоні підводного плавання імені С. М. Кірова.
- Липень 1970 — Академічні курси офіцерського складу (АКОС) при Військово-Морської Академії.

### Військова служба
- Липень 1948 — командир групи БЧ ЕМ «Уважний» 5-го ВМФ.
- Травень 1949 — командир башти 130-мм гармат ЕМ «Важливий» 7-го ВМФ, з грудня 1949 року — 5-го ВМФ.
- Березень 1950 — командир зенітної батареї БЧ-2 ЕМ «Ведучий» об'єднане субрегіональне командування 5-го ВМФ.
- Вересень 1952 — командир 3-го дивізіону БЧ-2 КР «Адмірал Лазарєв» Ленінградської ВМБ.
- Квітень 1955 — ст. помічник командира «С-82» 8-го ВМФ.
- Серпень 1955 — ст. помічник командира «С-177» 156-й ОБПЛ 8-го ВМФ.
- Грудень 1956 — старший помічник командира «Б-81» 339-й БСРПЛ Північного флоту.
- Грудень 1958 — командир «Б-81» 161-ї бригади 33-й дивізії підводних човнів Північного флоту.
- Червень 1961 — начальник штабу 211-ї бригади 4-ї ескадри підводних човнів [9].
- Липень 1970 — командир 69-ї бригади 4-ї ескадри підводних човнів Північного флоту.
- Грудень 1970 — заступник начальника штабу Північного флоту з бойового управління.
- Жовтень 1976 — заступник начальника штабу Північного флоту по БО — начальник 149-го Командного пункту Північного флоту.
- Листопад 1979 — начальник кафедри тактики ВМФ і військової історії Вищого військово-морського училища підводного плавання імені Ленінського комсомолу (ВВМУПП).
- Липень 1982 — звільнився в запас.

Помер 2 листопада 1982 року. Похований у Ленінграді на Північному кладовищі.
Зі спогадів контрадмірал А. Т. Штирова:
|  | На Північному флоті були і служили Батьківщині яскраві підводники, які закладали основи могутності Військово-Морського Флоту. Багато з них внесли свій вклад в скрутну підводний службу і зробили не менш важкі, але славні для історії походи в віддалені від баз райони Світового океану. До них відносяться такі чудові і досвідчені командири-підводники, як В. Журавель… |

## Нагороди
Нагороджений орденом «За службу Батьківщині в ЗС СРСР» 3-го ступеня (1976) і медалями.

## Сім'я
- Дружина — Надія Георгіївна Журавель.
- Дочка — Ірина Василівна Журавель, працівниця судноремонтного заводу «Нерпа».
- Внучки

- Хрульова (Ваєнга) Олена Володимирівна — російська естрадна співачка, автор і композитор.
- Тетяна Володимирівна — на дипломатичній роботі.